# Tinella (Piemonte)
Il Tinella è un torrente del Piemonte, principale affluente del Belbo, che scorre quasi interamente nella Provincia di Cuneo.

## Percorso

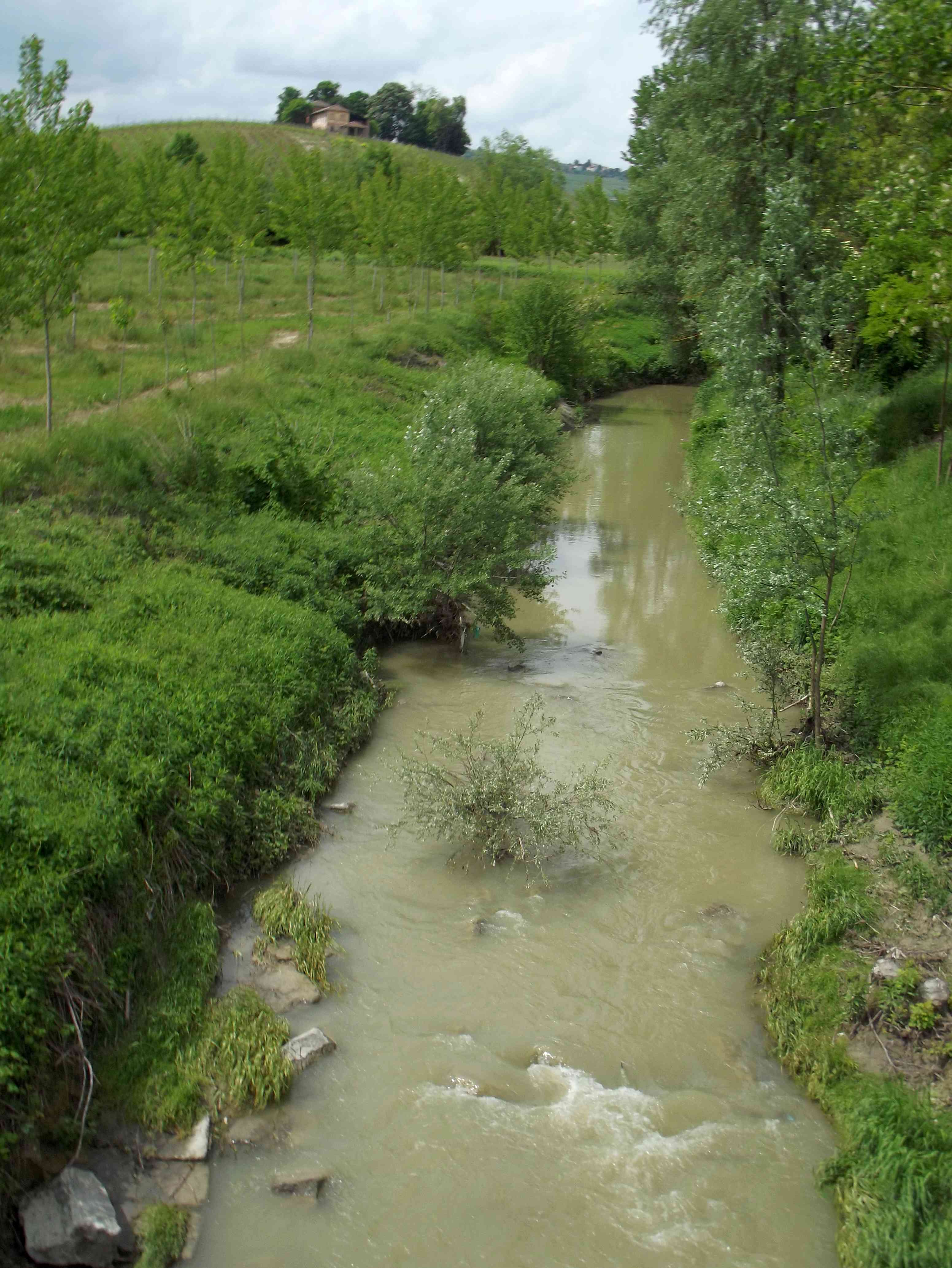
Il torrente dal ponte tra Castiglione e Calosso.

Nasce da alcune piccole sorgenti collinari nei pressi di Trezzo Tinella.
Con percorso stretto ed incassato, compie un ampio arco per sud-est per poi sfociare presso Santo Stefano Belbo nel torrente Belbo.

## Regime idrologico
Raccogliendo un numero ridotto di affluenti, e peraltro molto modesti, il Tinella ha una portata molto limitata. Ciò nonostante, in caso di forti piogge, può straripare e quindi arrecare danni alle zone adiacenti all'asta fluviale.

## Stato ambientale
Il Tinella è un corso d'acqua particolarmente inquinato; nel settembre 2012 il torrente si è colorato di nero, a causa degli scarichi industriali della zona che attraversa.